# Либеро Либерати (стадион)
Ли́беро Либера́ти — многофункциональный стадион в Терни, Италия. В настоящее время он используется в основном для футбольных матчей и является домашним для команды «Тернана». Также на нём проводились отдельные матчи сборной Италии по футболу.
Стадион назван в честь мотогонщика Либеро Либерати , который скончался в 1962 году.
Стадион был построен в 1969 году и вмещает 17 460 зрителей. Поверхность — трава. В 1974 году стадион был отремонтирован.

## В массовой культуре
- В 1974 году стадион был использован для съёмок некоторых сцен фильма Рефери (1974)[итал.] режиссёром  Луиджи Филиппо Д'Амико[итал.][2].
- В 1999 году для заставки видеоигры «This Is Football[англ.]» в качестве локации был выбран город Терни. Съемки проходили также на стадионе с красивыми сценами участия болельщиков и игровыми сюжетами[2].